# Escut de Vallromanes
L'escut oficial de Vallromanes té el següent blasonament:
Escut caironat: d'atzur, una vall d'or amb 4 pals de gules sobremuntada d'una mola de molí de gules ressaltant sobre una creu de sant Vicenç d'or. Per timbre, una corona mural de poble.

## Història
Va ser aprovat el 16 de juny de 1983 i publicat al DOGC el 27 de juliol del mateix any amb el número 348.
El sautor i la mola són els atributs de sant Vicenç màrtir, patró del poble. Una vall (senyal parlant relatiu al nom del municipi) separa el cap dels quatre pals de l'escut de Catalunya, que recorden que Vallromanes va pertànyer fins a 1934 a Montornès del Vallès, localitat que estava sota la jurisdicció de la Corona.